# چریک‌های فدایی خلق ایران (ارتش رهایی‌بخش خلق‌های ایران)
چریک‌های فدایی خلق ایران (ارتش رهایی‌بخش خلق‌های ایران) یک سازمان کمونیستی بود که در نتیجهٔ انشعاب از چریک‌های فدایی خلق ایران در تیر ۱۳۶۰ تأسیس شد. این گروه از سال ۱۳۶۹ بدون اعلام انحلال فعالیت بیرونی نداشته است.

## تأسیس گروه
چریک‌های فدایی خلق ایران پس از انشعاب به فعالیت در کردستان می‌پرداخت. در سال ۱۳۶۰ محمد حرمتی‌پور (مسئول تشکیلات کردستان چفخا)، عبدالرحیم صبوری و گروهی دیگر از اعضای چریک‌های فدایی خلق ایران که به آغاز مجدد مبارزهٔ مسلحانه اعتقاد داشتند، از این گروه جدا شده و با نام «چریک‌های فدایی خلق ایران (ارتش رهایی‌بخش خلق‌های ایران)» با هدف گسترش مبارزهٔ مسلحانه به نقاط دیگر بر اساس تز مسعود احمدزاده فعالیت خود را ادامه دادند. این گروه در سال ۱۳۶۰ با هدف ایجاد جبهه‌ای در شمال ایران به تدارک برای مبارزهٔ مسلحانه پرداختند و پس از مدتی به انجام چند عملیات علیه مرکز رادیو و تلویزیون و مراکز سپاه و بسیج دست زدند. با این وجود در ۱۳ اسفند ۱۳۶۰ و سپس در ۴ فروردین ۱۳۶۱ مورد واکنش نیروهای سپاه، بسیج و کلاه‌سبزهای ارتش قرار گرفتند که طی این درگیری تعدادی از کادرها ازجمله عبدالرحیم صبوری، عضو کمیتهٔ مرکزی و مسئول بخش شهر کشته شدند و درنتیجه بخش جنگ شهری گروه ضربه خورد. پس از آن در جنگی که در ۴ فروردین ۱۳۶۱ منطقه «خی‌پوست» در استان مازندران میان این طرفین درگرفت، محمد حرمتی‌پور رهبر گروه کشته شد و بخش جنگل گروه نیز متحمل ضرباتی شد. با این وجود «چریک‌های فدایی خلق ایران (ارتش رهایی‌بخش خلق‌های ایران)» فعالیت خود را ادامه داد و مجموعاً به مدت ۱۴ ماه فعالیت مسلحانهٔ خود را در جنگل‌های مازندران تداوم بخشید. این گروه در تهران نیز دست به انجام چند عملیات مسلحانه زد.
«چریک‌های فدایی خلق ایران (ارتش رهایی‌بخش خلق‌های ایران)» یک سال و نیم پس از انشعاب در ۱۱ اسفند ۱۳۶۱ بار دیگر با چریک‌های فدایی خلق ایران بیانیهٔ مشترک وحدت صادر کردند و به کردستان بازگشت.
در کردستان عده‌ای از اعضای گروه جدا شده و به کومله انقلابی زحمتکشان کردستان ایران و حزب کمونیست ایران پیوستند. پس از مدتی انشعابی در گروه به وقوع پیوست و گروهی از اعضا تحت نام «هسته رزم کمونیستی» به‌طور مستقل به فعالیت پرداختند. در این دوران انشعاب‌ها، اخراج‌ها و جدایی‌های فردی و گروهی متعددی در این گروه به وقوع پیوست که آمار و اسناد دقیقی دربارهٔ آن در دست نیست، اما گفته می‌شود که برخی از این افراد نیز جذب چریک‌های فدایی خلق ایران (جریان اشرف دهقانی) شده‌اند.
پس از اشغال کویت توسط رژیم صدام و وقوع جنگ خلیج فارس در سال ۱۳۶۹ چریک‌های فدایی خلق ایران (ارتش رهایی‌بخش خلق‌های ایران) که از سال ۱۳۶۲ در خاک کردستان عراق مستقر شده‌بود، آن منطقه را ترک کرد و از آن تاریخ به بعد اگرچه به صورت رسمی اعلام انحلال نکرده، اما فعالیت بیرونی هم نداشته است.